# Professional Development League
El Professional Development League es un sistema de ligas de fútbol base que están gestionadas, organizadas y controladas por la Premier League o por la Football League. Fue introducido por la Football Association a través de la Elite Player Performance Plan en 2012.
El sistema de ligas fue introducido a principios de 2012 y estuvo activo por primera vez durante la temporada 2012-13. Es el sucesor de la Premier Reserve League, Premier Academy League y la Football Combination. La Football League Youth Alliance creó la Liga 3 para los Sub-18. El sistema cubre las categorías Sub-18, Sub-21 y Sub-23.
Anteriormente, los clubes que participan en la Premier Reserve League (el más alto nivel del fútbol de reserva en Inglaterra) se retiraban de la competencia si su primer equipo en la Premier League fueron relegados y reemplazado con un equipo ascendido. Bajo el sistema de la Professional Development League, los equipos de reserva de la Premier League 'no están directamente relacionados con el estado del primer equipo de la Premier League. En cambio, hay tres  diferentes Professional Development Leagues, una por cada nivel de grupo de edad y los clubes principales en los cuatro primeros niveles del Sistema de ligas de fútbol de Inglaterra, se colocan en el sistema basado en la evaluación de su academia por el Elite Player Performance Plan (EPPP).

## Nivel Sub-23

### Premier League 2
De 2012 a 2016, la liga juvenil más importante de las academias de la categoría 1 de la EPPP fue la liga Sub-21 conocida como la Premier League Sub-21, con cuatro jugadores en el campo superando la edad de la categoría. Desde la temporada 2016-17 en adelante, la competencia se conoce como la Premier League 2 y el límite de edad aumentó de 21 a 23 años.
La competición se compone de dos divisiones, con la promoción y el descenso entre cada una. Los clubes de la Premier League 2 también pueden competir en la Premier League Cup, la Premier League International Cup y el EFL Trophy, que está restringido para los jugadores Sub-21.

#### Campeones (Categoría 1)
De la temporada 2012-13 a la temporada 2013-14, los campeones de la Liga 1 fueron el equipo que ganó la última etapa eliminatoria.
A partir de la temporada 2014-15, los campeones de la Liga 1 será el equipo que termina primero en la clasificación general.
| Temporada | Club              |
| --------- | ----------------- |
| 2012/13   | Manchester United |
| 2013/14   | Chelsea           |
| 2014/15   | Manchester United |
| 2015/16   | Manchester United |
| 2016/17   | Everton           |
| 2017/18   | Arsenal           |
| 2018/19   | Everton           |
| 2019/20   | Chelsea           |
| 2020/21   | Manchester City   |
| 2021/22   | Manchester City   |
| 2022/23   | Manchester City   |

| Club              | Títulos | Temporada                 |
| ----------------- | ------- | ------------------------- |
| Manchester United | 3       | 2012/13, 2014/15, 2015/16 |
| Manchester City   | 3       | 2020/21, 2021/22, 2022/23 |
| Everton           | 2       | 2016/17, 2018/19          |
| Chelsea           | 2       | 2013/14, 2019/20          |
| Arsenal           | 1       | 2018/19                   |

### Categoría 2
La Professional Development League es la segunda categoría en importancia del sistema de ligas juvenil de la EPPP. Está compuesta por dos divisiones regionales, al final de cada temporada, los equipos clasificados en las dos primeras posiciones de ambas divisiones se reunirán para disputar los octavos de final para así determinar al campeón general.

#### Campeones
| Temporada | Club                                       |
| --------- | ------------------------------------------ |
| 2012/13   | Charlton Athletic                          |
| 2013/14   | Crewe Alexandra                            |
| 2014/15   | Swansea City                               |
| 2015/16   | Huddersfield Town                          |
| 2016/17   | Sheffield Wednesday                        |
| 2017/18   | Bolton Wanderers                           |
| 2018/19   | Leeds United                               |
| 2019/20   | Cancelada debido a la pandemia de COVID-19 |
| 2020/21   | Birmingham City                            |
| 2021/22   | Coventry City                              |

| Club                | Títulos | Temporada |
| ------------------- | ------- | --------- |
| Charlton Athletic   | 1       | 2012/13   |
| Crewe Alexandra     | 1       | 2013/14   |
| Swansea City        | 1       | 2014/15   |
| Huddersfield Town   | 1       | 2015/16   |
| Sheffield Wednesday | 1       | 2016/17   |
| Bolton Wanderers    | 1       | 2017/18   |
| Leeds United        | 1       | 2018/19   |
| Birmingham City     | 1       | 2020/21   |
| Coventry City       | 1       | 2021/22   |

## Nivel Sub-18

### Categoría 1
La liga Sub-18 se creó para las academias de la categoría 1 de la EPPP, junto con la formación de la Professional Development League en 2012 en sustitucion a la Premier Academy League. Conocida como la Premier League Sub-18, la competición se divide en dos divisiones regionales.

#### Historial
| Temporada | Campeones       |
| --------- | --------------- |
| 2012/13   | Fulham          |
| 2013/14   | Everton         |
| 2014/15   | Middlesbrough   |
| 2015/16   | Manchester City |
| 2016/17   | Chelsea         |
| 2017/18   | Chelsea         |
| 2018/19   | Derby County    |

| Club            | Títulos | Temporadas       |
| --------------- | ------- | ---------------- |
| Chelsea         | 2       | 2016/17, 2017/18 |
| Fulham          | 1       | 2012/13          |
| Everton         | 1       | 2013/14          |
| Middlesbrough   | 1       | 2014/15          |
| Manchester City | 1       | 2015/16          |
| Derby County    | 1       | 2018/19          |

### Categoría 2
La Professional Development League Sub-18 es la segunda categoría en importancia del sistema de ligas sub-18. Está compuesta por dos divisiones regionales, al final de cada temporada, los equipos clasificados en las dos primeras posiciones de ambas divisiones se reunirán para disputar los octavos de final para así determinar al campeón general.

#### Historial
| Temporada                           | Campeón                             |
| Football Association Premier League | Football Association Premier League |
| ----------------------------------- | ----------------------------------- |
| 2012-13                             | Queens Park Rangers F. C.           |
| 2013-14                             | Huddersfield Town F. C.             |
| 2014-15                             | Charlton Athletic F. C. (1)         |
| 2015-16                             | Charlton Athletic F. C. (2)         |
| 2016-17                             | Sheffield United F. C.              |

#### Palmarés
| Club                      | Títulos | Subcamp. | Años de los campeonatos |
| ------------------------- | ------- | -------- | ----------------------- |
| Charlton Athletic F. C.   | 2       | 0        | 2014-15, 2015-16        |
| Queens Park Rangers F. C. | 1       | 0        | 2012-13                 |
| Huddersfield Town F. C.   | 1       | 0        | 2013-14                 |
| Sheffield United F. C.    | 1       | 0        | 2016-17                 |